# Mount Burgess
A Mount Burgess (magyarul: Burgess-hegy) a kanadai Sziklás-hegység része. 2599 méter magas. A  Yoho Nemzeti Parkban található; a Burgess-átjárótól délnyugatra, az Emerald- és Kicking Horse-folyók völgyeiben.

## Története
A hegyet 1886-ban Otto Koltz adott nevet: Alexander MacKinnon Burgess-ről, az akkori kanadai belügyi államtitkárról (Deputy Minister of the Interior) nevezte el.
1892-ben, James J. McArthur, miközben a kanadai csendes-óceán-i vasútnak (Canadian Pacific Railway) térképezte fel ezt a térséget, megmászta a hegyet, így ő lett az első, aki megmászta.
1909-ben, Charles Doolittle Walcott geológus a hegy oldalában, felfedezte a Burgess-pala lelőhelyet. A Burgess-pala a közeli Burgess-átjáróról kapta a nevét. Itt a talaj fekete, üledékes és kövületekben gazdag. Ez a lelőhely, a bő kövületkínálat mellett, azért is értékes, mivel itt az ősállatok puha szövetei is megkövesedtek, és olyan állatok is vannak, amelyek az állatvilág egészen különös, eddig még nem ismert ágait is alkotják.
A hegynek két csúcsa van. Az északi csúcsot, Walcottnak nevezték el, Charles Doolittle Walcott tiszteletére.
1954 - 1971 között, Mount Burgess a kanadai tíz dolláros hátlapján szerepelt. Azóta is „Tíz dolláros hegynek” becézik.
1984-ben, az UNESCO (az Egyesült Nemzetek Nevelésügyi, Tudományos és Kulturális Szervezete) világörökségi helyszínek minősítette a Mount Burgesst.

## Fordítás
- Ez a szócikk részben vagy egészben  a   Mount Burgess című angol Wikipédia-szócikk fordításán alapul.  Az eredeti cikk szerkesztőit annak laptörténete sorolja fel. Ez a jelzés csupán a megfogalmazás eredetét és a szerzői jogokat jelzi, nem szolgál a cikkben szereplő információk forrásmegjelöléseként.